# Kuivaluoto (ö i Birkaland, Sydvästra Birkaland)
Kuivaluoto är en ö i Finland. Den ligger i sjön Rautavesi och Liekovesi och i kommunen Sastamala i den ekonomiska regionen  Sydvästra Birkaland och landskapet Birkaland, i den sydvästra delen av landet, 170 km nordväst om huvudstaden Helsingfors. Öns area är 4 hektar och dess största längd är 310 meter i sydöst-nordvästlig riktning.